# Semčice
Semčice är en ort i Tjeckien.   Den ligger i regionen Mellersta Böhmen, i den centrala delen av landet, 50 km nordost om huvudstaden Prag. Semčice ligger 234 meter över havet och antalet invånare är 502.
Terrängen runt Semčice är platt. Runt Semčice är det ganska glesbefolkat, med 30 invånare per kvadratkilometer. Närmaste större samhälle är Mladá Boleslav, 8,8 km nordväst om Semčice. Trakten runt Semčice består till största delen av jordbruksmark.